# Aninoasa
Aninoasa (în maghiară Aninósza) este un oraș în județul Hunedoara, Transilvania, România, format din localitatea componentă Aninoasa (reședința), și din satul Iscroni. Are o populație de 3720 (2022), locuitori, fiind declarat oraș în anul 1989.

## Date geografice
Orașul Aninoasa este situat în partea de sud a județului Hunedoara, în bazinul carbonifer Valea Jiului, având următorii vecini:
- nord-est: municipiul Petroșani
- sud: judetul Gorj
- vest: orașul Vulcan.

Aninoasa este localizat în depresiunea Valea Jiului, o depresiune destul de înaltă, altitudinea ei medie fiind de 556 m la confluența Jiurilor față de 800 m spre marginile de est și vest. În această regiune se găsesc munți cu înălțimi de peste 2000 m acoperiți cu păduri de foioase și conifere: Munții Parâng și Munții Vâlcan.
Orașul Aninoasa este străbătut de pârâul Aninoasa, de-a lungul căruia se întinde mare parte a orașului. Forma alungită a localității a fost determinată de rețeaua hidrografică. Cel mai important râu este Jiul de Vest, care desparte orașul Aninoasa în două unități geografice: Iscroni și Aninoasa. Iscroniul este mult mai mic decât Aninoasa și se întinde în regiunea cuprinsă între podul de peste râu și DN 66.

## Demografie
Componența etnică a orașului Aninoasa
     Români (83,85%)
     Romi (2,4%)
     Maghiari (1,6%)
     Alte etnii (0,15%)
     Necunoscută (11,99%)
Componența confesională a orașului Aninoasa
     Ortodocși (74,77%)
     Romano-catolici (5,25%)
     Penticostali (3,86%)
     Reformați (1,22%)
     Alte religii (2,43%)
     Necunoscută (12,47%)
Conform recensământului efectuat în 2021, populația orașului Aninoasa se ridică la 3.369 de locuitori, în scădere față de recensământul anterior din 2011, când fuseseră înregistrați 4.360 de locuitori. Majoritatea locuitorilor sunt români (83,85%), cu minorități de romi (2,4%) și maghiari (1,6%), iar pentru 11,99% nu se cunoaște apartenența etnică. Din punct de vedere confesional, majoritatea locuitorilor sunt ortodocși (74,77%), cu minorități de romano-catolici (5,25%), penticostali (3,86%) și reformați (1,22%), iar pentru 12,47% nu se cunoaște apartenența confesională.
|  | Graficele sunt indisponibile din cauza unor probleme tehnice. Mai multe informații se găsesc la Phabricator și la wiki-ul MediaWiki. |

Date: Recensăminte sau birourile de statistică - grafică realizată de Wikipedia

## Climă
Clima orașului Aninoasa este una de munte. Temperatura medie în luna ianuarie este cuprinsă între -6 și -3 °C, iar în luna august între 14 și 20 °C.

## Date la recensământul din 2002

### Total populație
- Total populație: 5.147
  - Bărbați: 2.547
  - Femei: 2.600

### Total populație stabilă
- Bărbați: 2.525
- Femei: 2.595

### Educație
- Studii superioare: 139
  - Bărbați: 91
  - Femei: 48
- Studii medii: 1.480
  - Bărbati: 844
  - Femei: 636
- Studii generale: 1.958
  - Bărbați: 864
  - Femei: 1.094
  - Studenți: 44
- Elevi: 912
  - Școala primară: 293
  - Școala gimnazială: 387
  - Liceu: 232
- Preșcolari: 485
- Semianalfabeți: 48
- Analfabeți: 104

### Economie
În anul 2013, Aninoasa era considerat cel mai sărac oras din județul Hunedoara.
Orașul a intrat în insolvență în iunie 2013 și a ieșit din procedura de reorganizare un an mai târziu, după ce și-a achitat integral datoriile de aproape 5,9 milioane de lei, cu mult peste bugetul local.
- Lucrători în minerit: 676
  - Bărbați: 584
  - Femei: 92
- Lucrători în alte ramuri: 416
  - Bărbați: 192
  - Femei: 224
- Lucrători în domeniul privat: 260
  - Bărbați: 132
  - Femei: 128
- Casnice: 748

### Social
- Șomeri: 283
- Pensionari: 945
  - Bărbați: 543
  - Femei: 402
- Fără ocupație: 378

### Rata natalității (număr de nașteri/an)
- În 1996: 102
- În 1997: 95
- În 1998: 67
- În 1999: 59
- În 2000: 54
- În 2001: 10
- În 2002: 53
- În 2003: 56

### Structura populației după naționalitate
- Români: 81%
- Maghiari: 12%
- Rromi: 5%
- Alte etnii: 2%

## Administrație
Orașul Aninoasa este administrat de un primar și un consiliu local compus din 13 consilieri. Primarul, Nicolae Dunca[*], de la Partidul Social Democrat, este în funcție din 2012. Începând cu alegerile locale din 2024, consiliul local are următoarea componență pe partide politice:
|  | Partid                          | Consilieri | Componența Consiliului | Componența Consiliului | Componența Consiliului | Componența Consiliului | Componența Consiliului | Componența Consiliului | Componența Consiliului |
|  | ------------------------------- | ---------- | ---------------------- | ---------------------- | ---------------------- | ---------------------- | ---------------------- | ---------------------- | ---------------------- |
|  | Partidul Social Democrat        | 7          |                        |                        |                        |                        |                        |                        |                        |
|  | Partidul Național Liberal       | 3          |                        |                        |                        |                        |                        |                        |                        |
|  | Alianța pentru Unirea Românilor | 2          |                        |                        |                        |                        |                        |                        |                        |
|  | Alianța Dreapta Unită           | 1          |                        |                        |                        |                        |                        |                        |                        |

## Personalități născute aici
- Nicolae Guță (n. 1967), cântăreț de manele;
- Ștefania Stănilă (n. 1997), gimnastă artistică.